# EKZ CrossTour 2019-2020
Navigation
2018-2019 2020-2021
L'EKZ CrossTour 2019-2020 est la sixième édition de l’EKZ CrossTour. Il a lieu du 6 octobre 2019 à Aigle au 2 janvier 2020 à Meilen. Elle comprend trois manches masculines et féminines. Toutes les épreuves font partie du calendrier de la saison de cyclo-cross 2019-2020 masculine et féminine.

## Barème
Tous les participants de chaque course marquent des points pour le classement général suivant le tableau suivant :
| Position           | 1er | 2e | 3e | 4e | 5e | 6e | 7e | 8e | 9e | 10e | 11e | 12e | 13e | 14e | 15e | etc.      | à partir du 35e |
| Classement général | 100 | 80 | 70 | 65 | 60 | 58 | 56 | 54 | 52 | 50  | 48  | 46  | 44  | 42  | 40  | 38, 36... | 1               |

## Calendrier
| # | Date        | Course  |
| - | ----------- | ------- |
| 1 | 6 octobre   | Aigle   |
| 2 | 17 novembre | Hittnau |
| 3 | 2 janvier   | Meilen  |

## Hommes élites

### Résultats
| # | Date        | Lieu    | Vainqueur         | Deuxième           | Troisième             | Leader du classement général |
| - | ----------- | ------- | ----------------- | ------------------ | --------------------- | ---------------------------- |
| 1 | 6 octobre   | Aigle   | Vincent Baestaens | Felipe Orts Lloret | Dieter Vanthourenhout | Vincent Baestaens            |
| 2 | 17 novembre | Hittnau | Marcel Meisen     | David van der Poel | Dieter Vanthourenhout | Dieter Vanthourenhout        |
| 3 | 2 janvier   | Meilen  | Marcel Meisen     | David van der Poel | Lars Forster          | Marcel Meisen                |

### Classement général
| Position | Coureur               | Points |
| -------- | --------------------- | ------ |
| 1        | Marcel Meisen         | 200    |
| 2        | Felipe Orts           | 196    |
| 3        | Dieter Vanthourenhout | 190    |
| 4        | Timon Rüegg           | 177    |
| 5        | David van der Poel    | 160    |
| 6        | Lukas Flückiger       | 152    |
| 7        | Kevin Kuhn            | 146    |
| 8        | Marcel Wildhaber      | 140    |
| 9        | Simon Zahner          | 132    |
| 10       | Michael Boroš         | 132    |

## Femmes élites

### Résultats
| # | Date        | Lieu    | Vainqueur         | Deuxième      | Troisième         | Leader du classement général |
| - | ----------- | ------- | ----------------- | ------------- | ----------------- | ---------------------------- |
| 1 | 6 octobre   | Aigle   | Perrine Clauzel   | Zina Barhoumi | Line Burquier     | Perrine Clauzel              |
| 2 | 17 novembre | Hittnau | Christine Majerus | Marlène Petit | Elisabeth Brandau | Perrine Clauzel              |
| 3 | 2 janvier   | Meilen  | Christine Majerus | Nicole Koller | Caroline Mani     | Christine Majerus            |

### Classement général
| Position | Coureur           | Points |
| -------- | ----------------- | ------ |
| 1        | Christine Majerus | 200    |
| 2        | Perrine Clauzel   | 198    |
| 3        | Marlène Petit     | 186    |
| 4        | Pavla Havlíková   | 162    |
| 5        | Suzanne Verhoeven | 158    |
| 6        | Zina Barhoumi     | 154    |
| 7        | Lara Krähemann    | 148    |
| 8        | Noemi Rüegg       | 138    |
| 9        | Elisabeth Brandau | 130    |
| 10       | Line Burquier     | 124    |